# Spratelloides lewisi
Spratelloides lewisi is een straalvinnige vissensoort uit de familie van haringen (Clupeidae). De wetenschappelijke naam van de soort is voor het eerst geldig gepubliceerd in 1983 door Wongratana.